# Sick Abed
Sick Abed is een Amerikaanse filmkomedie uit 1920 onder regie van Sam Wood. Destijds werd de film in Nederland uitgebracht onder de titel Bed houden.

## Verhaal
De makelaar John Weems is met een vrouwelijke klant op weg naar een boerderij, als ze ineens samen moeten schuilen voor een vreselijk onweer. De vrouw van John wil scheiden, wanneer ze lucht krijgt van zijn avontuur. Reginald Jay wordt daarbij opgeroepen als getuige, maar hij wil niet betrokken worden in de zaak. Daarom doet hij alsof hij ziek is. In het ziekenhuis wordt hij verliefd op een verpleegster. Uiteindelijk legt Jay het weer bij met zijn vrouw en kan Reginald het hart van de verpleegster veroveren.

## Rolverdeling
| Acteur             | Personage       |
| ------------------ | --------------- |
| Wallace Reid       | Reginald Jay    |
| Bebe Daniels       | Zuster Durant   |
| John Steppling     | John Weems      |
| Winifred Greenwood | Constance Weems |
| Tully Marshall     | Chalmers        |
| Clarence Geldart   | Dokter Macklyn  |
| Lucien Littlefield | Dokter Widner   |
| Robert Bolder      | Dokter Flexner  |
| Lorenza Lazzarini  | Klant           |
| George Kuwa        | Wing Chow       |